# Джино Ренні
Луїджі Мільєні Молло (італ. Luigi Melieni Mollo), відоміший під творчим псевдонімом Джино Ренні (італ. Gino Renni; 7 липня 1943 — 1 серпня 2021) — аргентинський актор, комік та співак.

## Біографія
Народився Джино Ренні (справжнє ім'я Луїджі Мільєні Молло) 7 липня 1943 року в італійському регіоні Калабрія. Став відомим завдяки зйомкам в латиноамериканських фільмах та мильних операх. Виконував ліричні та гумористичні пісні. У 1998—1999 роках зіграв садівника Рамона в телесеріалі «Дикий ангел». Активно грав у театрі, знімався в телесеріалах і фільмах аргентинського виробництва.
Джино Ренні помер 1 серпня 2021 року у Буенос-Айресі в віці 78 років від ускладнень, викликаних коронавірусним захворюванням COVID-19.

## Вибрана фільмографія
- 1965 — La tuerca (телесеріал)
- 1983 — La casa nostra (телесеріал)
- 1994 — Perla Negra (телесеріал)
- 1996 — Zingara (телесеріал)
- 1998-1999 — Дикий ангел (телесеріал)
- 2000 — Amor latino (телесеріал)
- 2002 — Kachorra (телесеріал)
- 2003 — Dr. Amor (телесеріал)
- 2006 — У ритмі танго (телесеріал)
- 2006 — Ти — моє життя (телесеріал)
- 2011 — Моє перше весілля (фільм)
- 2013 — Esa mujer (телесеріал)
- 2014 — Muerte en Buenos Aires (фільм)
- 2016 — Loco x vos (телесеріал)
- 2018 — Bañeros 5: Lentos y cargosos (фільм)